# Trątkownica
Trątkownica (kaszb. Trãtkòwnica) – część wsi Wyczechowo w Polsce, położona w województwie pomorskim, w powiecie kartuskim, w gminie Somonino, nad Radunią. Wchodzi w skład sołectwa Wyczechowo.
W latach 1975–1998 Trątkownica administracyjnie należała do województwa gdańskiego.

## Historia miejscowości
Pierwotnie karczma nad rzeczką wpadającą do Raduni, przy drodze prowadzącej z Borcza przez Wyczechowo do Somonina. U schyłku XIX w. w przysiółku było 19 mieszkańców i  2 domy.

## Nazwa miejscowości
Osada w swej historii występowała pod wieloma nazwami. Po stronie niemieckiej: Fliss Krug (Rzeczna Karczma), Unterkrug (Dolna Karczma), Tromkowitz. Po stronie polskiej: Trąbkowice, Tratkownica, Doliwoda, Rzeczna Karczma. Obecnie funkcjonująca nazwa powstała z przekształcenia struktury dwuwyrazowej Trątkowa Karczma  w jednowyrazową Trątkownica. Określenie Trątek było przezwiskiem właściciela karczmy. Powstało ono na bazie wyrazu trąd, pisanego też trąt o znaczeniu 'truteń'. Nazwa niezrozumiała w trójjęzycznym kaszubsko-polsko-niemieckim środowisku, została czasowo przekształcona, poprzez skojarzenie ze słowem 'trąbka', do postaci Trąbkowice. Z kolei oboczna nazwa Doliwoda, powstała na bazie kaszubskiego zwrotu doli wodë (dolej wody), miała charakter żartobliwy i przezwiskowy, stanowiąc wyraźne nawiązanie do karczmarza.